# Курт Адолф
Курт Адолф (на германски Kurt Adolff) е бивш пилот от Формула 1.
Роден на 5 ноември 1921 година в Щутгарт, Германия.

## Формула 1
Курт Адолф прави своя дебют във Формула 1 в голямата награда на Германия през 1953 година. В световния шампионат записва 1 състезания, като не успява да спечели точки. Състезава се с частен Ферари.
Продължава кариерата си с променлив успех в различни туринг серии.